# Blackface Mountain
Blackface Mountain är ett berg i Kanada.   Det ligger i provinsen Alberta, i den centrala delen av landet, 3 100 km väster om huvudstaden Ottawa. Toppen på Blackface Mountain är 2 444 meter över havet.
Terrängen runt Blackface Mountain är kuperad norrut, men söderut är den bergig. Trakten runt Blackface Mountain är nära nog obefolkad, med mindre än två invånare per kvadratkilometer.. Det finns inga samhällen i närheten. 
Trakten runt Blackface Mountain består i huvudsak av gräsmarker.